# Sen srebrny Salomei
Sen srebrny Salomei. Romans dramatyczny w 5 aktach – dramat Juliusza Słowackiego napisany w listopadzie 1843 roku, wydany w Paryżu w roku następnym. Po raz pierwszy wystawiony 24 marca 1900 w Krakowie. Rozważania Słowackiego mają charakter historiozoficzny i są związane z założeniami towiańszczyzny.

## Realia historyczne
W 1768 po zawiązaniu konfederacji barskiej na Ukrainie rozpoczął się, prawdopodobnie inspirowany przez Rosję, bunt zwany koliszczyzną. Jego głównymi uczestnikami było chłopstwo ruskie tzw. czerń i przybywający z Zaporoża Kozacy. Największe nasilenie koliszczyzny przypadło na czerwiec i lipiec 1768. Jej uczestnicy dokonywali masowych mordów na polskiej szlachcie, Żydach i duchowieństwie katolickim. Choć jeszcze w lecie 1768 bunty stłumiono, to nastroje nadal były napięte, a stosunki między dworem a chłopami groziły kolejnymi rozruchami.

## Postacie

### Postacie pierwszoplanowe
Regimentarz Stempowski – królewski urzędnik i właściciel dworu. Dąży do stłumienia koliszczyzny, planuje ożenić swojego syna Leona z przebywającą w jego zamku Księżniczką Wiśniowiecką. Wzorowany na historycznej postaci regimentarza noszącego nazwisko Stępkowski. Spośród postaci dramatu wypowiada się najczęściej.
Leon Stempowski – syn regimentarza, wdaje się w romans, z przebywającą we dworze Regimentarza, Salomeą Gruszczyńską, a następnie chce ją porzucić i wydać za swojego sługę, aby samemu wziąć za żonę Księżniczkę. Tym samym prowadzi do zapętlenia swojego losu.
Semenko (Tymenko) – kozak, syn prawosławnego popa, jest sługą we dworze Regimentarza. Prawdopodobnie ukrywa się pod zmienionym imieniem, mając na sumieniu liczne zbrodnie. Wykorzystuje błędy głównych bohaterów – Regimentarza, Leona, Salomei i Gruszczyńskiego, aby realizować własne plany.
Księżniczka Wiśniowiecka – jedna z podopiecznych Regimentarza przebywających we dworze. Złośliwa i kapryśna. Wychowała się w towarzystwie Wernyhory, który przepowiedział jej losy. Potajemnie ożeniona z Sawą, odmawia Regimentarzowi, który widzi w niej przyszłą małżonkę swojego syna Leona. Świadoma swojego przeznaczenia objawionego przez Wernyhorę, jest postacią bierną. Z punktu widzenia filozofii towiańszczyzny jest wzorem człowieka postępującego zgodnie z przypisanym mu przez Boga przeznaczeniem.
Salomea Gruszczyńska – tytułowa bohaterka, córka jednego z dowódców jazdy. Gdy ten tłumi bunty, Salomea przebywa na dworze Regimentarza. Zakochana w Leonie, zostaje przez niego oszukana.
Gruszczyński – ojciec Salomei, wojskowy. Przyjaciel Regimentarza ze szkolnej ławki. W trakcie akcji utworu znajduje się na misji wojskowej. Spotyka tam ukraińskiego barda-lirnika Wernyhorę i otrzymuje od niego przepowiednię, którą lekceważy, sprowadzając na siebie nieszczęście.

### Postacie drugoplanowe
Sawa – słynny kozak, wspomniany w proroctwie Wernyhory dla księżniczki. Potajemnie ożeniony z księżniczką, pochłonięty jest poszukiwaniem dokumentów świadczących o jego szlachectwie. U Słowackiego jest wzorem idei ukraińskiej sprzymierzonej z polskością. Postać historyczna, jednak nie ma świadectw na jego uczestnictwo w tłumieniu koliszczyzny.
Pafnucy – jeden z podkomendnych Gruszczyńskiego, kilkakrotnie odgrywa znaczącą rolę dla losów niektórych postaci.
Wernyhora – ukraiński lirnik, autor licznych przepowiedni. Symbolizuje objawienie człowiekowi jego losu przez Boga. Nie ma pewności, czy faktycznie istniał, czy stworzyła go ludowa legenda.
Anusia – służąca księżniczki, ciekawska i bojaźliwa, dlatego daje się zastraszyć Semeńce. Pojawia się tylko dwa razy.
Popadianki – dwie siostry Semeńki, dwukrotnie pojawiają się na scenie.

## Treść utworu
Główny wątek stanowi historia miłości Leona i Salomei, zagrożonej planami Regimentarza, aby ożenić syna z księżniczką Wiśniowiecką. Obok tego rozgrywają się inne wątki: Gruszczyńskiego, walk z kozakami i związku Wiśniowieckiej z Sawą. Kluczowe momenty losów każdej z postaci pierwszoplanowych stanowią kolejno: objawienie przyszłych wydarzeń (u Salomei są to sny, u Gruszczyńskiego i Księżniczki – proroctwa Wernyhory, u Semenki wizja Iwana Gonty), ustosunkowanie się do nich i zakończenie – na ogół pozytywne, choć okupione cierpieniami, jeśli bohater zlekceważył przepowiednie.

## Wpływ i przejawy filozofii towianizmu
Myślą przewodnią dramatu jest pogląd Andrzeja Towiańskiego na życie człowieka.
Towiańczycy uważali, że główną drogą człowieka do zbawienia jest postępowanie zgodnie z określonym dla niego przez Boga przeznaczeniem. Nie wyznawali oni doktryny predestynacji, postępowanie zgodnie z tym przeznaczeniem miało być zależne od człowieka, ale stanowiło najprostszą drogę do zbawienia. Towiański dopuszczał też możliwość wędrówki dusz. Ludzi, którzy nie przyjęli swojego przeznaczenia, miała czekać kara jeszcze za ich życia, co ważne, z ręki dowolnych osób wybranych do tego przez Boga (dlatego karę za winy polskich elit w epoce saskiej, lub w ogóle winy polskiej szlachty wobec chłopstwa wymierzać miała Rosja – choć sama była winna większych zbrodni, tu wypełniała wolę Boga, stąd uległość Towiańskiego wobec Rosji). Wyróżniano dwie drogi postępowania zgodnie z przeznaczeniem. Tzw. „czarny krzyż” miał polegać na odczytaniu woli Bożej i życia zgodnie z nią. W dramacie tę postawę najlepiej ukazuje postać księżniczki Wiśniowieckiej. Z kolei „biały krzyż” miał być wyrazem szczególnej łaski bożej, i polegać nieświadomym, kierowanym przez Boga wypełnianiu własnego przeznaczenia,– tu Towiański zbliża się już do poglądów fatalistycznych. W pewnym momencie taki „biały krzyż” staje się udziałem Salomei. Choć lekceważy swoje prorocze sny i ponosi za to straszliwą karę – wymordowanie rodziny przez czerń, to następnie traci kontrolę nad swoim losem, zapada w letarg i gdy się budzi, zastaje swój los szczęśliwie rozwiązany.

## Forma
Dramat jest napisany przy użyciu różnych form wersyfikacyjnych, siedmiozgłoskowca, dziesięciozgłoskowca, jedenastozgłoskowca z wyraźną przewagą ośmiozgłoskowca.

Ach! niechaj się ta łza stoczy…
Niechaj obmyje sumienie…
O Panie! Choć oburzenie
Czuję dla twojej srogości,
Jeszcze o trochę litości
Proszę, a to ci wynurzę
O czem dotąd same róże
I gwiazdy tylko wiedziały.
Otóż słuchaj… Na kawały
Serce się biedne rozpęta,
A jeżeli moja męka
Ciebie nie skruszy?